# La Femme nue (film, 1949)
Pour les articles homonymes, voir La Femme nue.
Pour plus de détails, voir Fiche technique et Distribution.
La Femme nue est un film français réalisé par André Berthomieu, sorti en 1949.
Il s'agit d'une adaptation de la pièce éponyme d'Henry Bataille, pièce en 4 actes, représentée pour la première fois le 27 février 1908 au théâtre de la Renaissance, à Paris.

## Synopsis
Pierre Bernier est peintre. Il a connu le succès grâce à un tableau intitulé La Femme nue, pour lequel avait posé Loulou, qu'il a depuis épousée. Mais le temps a passé, et il aime désormais la princesse Paule de Chabran, une femme belle, riche, et mariée. Il veut divorcer pour pouvoir épouser Paule de Chabran, au désespoir de Loulou qui tente de se suicider. Pris de remords, Pierre décide de rester avec Loulou, mais quand celle-ci comprend qu'il fait cela par pitié et non par amour, elle choisit de s'éloigner et retrouve Ronchard, un autre peintre et ancien amant.

## Fiche technique
- Titre : La Femme nue
- Réalisation : André Berthomieu
- Scénario : Charles Exbrayat et Solange Térac, d'après la pièce éponyme d'Henry Bataille créée en 1908
- Photographie : Michel Kelber
- Montage : Henri Taverna
- Musique : Henri Verdun
- Décors : Raymond Nègre
- Son : Jean Rieul
- Producteur  : Jean-Pierre Frogerais
- Société de production : Sigma
- Pays d'origine :  France
- Format : Noir et blanc — 35 mm — 1,37:1 — Son : Mono
- Genre : comédie dramatique
- Durée : 95 minutes
- Date de sortie : 2 septembre 1949, France
- Affiche : Claire Finel (France)

## Distribution
- Gisèle Pascal : Loulou
- Yves Vincent : Pierre Bernier
- Jean Tissier : Roussel
- Jean Davy : Ronchard
- Michèle Philippe : la princesse de Chabran
- Pierre Magnier : le prince de Chabran
- Paulette Dubost : Suzon
- Jean Toulout : Garzin
- Georges Vitray : Gréville
- Eddy Debray : le chirurgien
- Maurice Dorléac : le médecin
- Paul Faivre : le père Louis
- Harry-Max : le critique
- Marcel Loche : le portier
- Michel Nastorg : le peintre
- Robert Rollis : le menuisier
- Germaine Charley : Mme Garzin
- Arthur Allan : Jacopoulos
- Annie Avril : la bonne
- Pierre Ferval
- Jean Sylvère
- Henri Maïk